# Aurelia Szőke
Aurelia Szőke-Tudor (ortografiat și Szöke sau Szökö; născută Aurelia Sălăgeanu sau Sălăgean; n. 3 iunie 1936, în Mintiu Gherlii, județul Cluj, d. 16 octombrie 2013, București) a fost o handbalistă din România, triplă campioană mondială și de două ori câștigătoare a Cupei Campionilor Europeni. Conform lui Constantin „Pilică” Popescu, cel mai titrat antrenor din handbalul feminin românesc, „Aurelia Szőke a fost o handbalistă temperamentală, avea o capacitate mare de efort, o putere de luptă ieșită din comun. A fost un stâlp al apărării atât la echipa națională, cât și la Știința București. Totodată, avea capacitatea de a mobiliza oamenii, a fost un lider în vestiar, deși erau fete și mai în vârstă decât ea.”

## Biografie
Aurelia „Gigi” Sălăgeanu a început să joace handbal la Școala Medie Tehnică de Cultură Fizică din Târgu Mureș, sub îndrumarea profesorului Árpád Kamenitzky. A evoluat apoi pentru echipa de handbal Progresul Târgu Mureș, pregătită tot de antrenorul Kamenitzky, și a câștigat cu aceasta edițiile 1954 și 1955 ale Campionatului Republican de handbal feminin în 11 jucătoare.
În 1956, handbalista a făcut parte din echipa națională a României medaliată cu aur la Campionatul Mondial în 11 jucătoare, desfășurat în Republica Federală Germană. Într-un comentariu reprodus de ziarul Sportul Popular din 12 iulie 1956, Bertil Westblad, arbitrul suedez al finalei pe care România a câștigat-o în fața echipei țării gazdă, a remarcat-o pe Sălăgeanu: „Din echipa câștigătoare mi-au plăcut mult halfii de margine (Aurelia Sălăgeanu și Maria Scheipp n.n.) care sunt foarte ofensivi”. Tot pe 12 iulie 1956, pentru performanța de la Campionatul Mondial, Sălăgeanu și coechipierele ei au fost recompensate de autorități cu titlul de „Maestru Emerit al Sportului”.
În ianuarie 1957, Biroul Comisiei Centrale de Handbal a aprobat cererile de transfer ale handbalistelor „ [...] Aurelia Sălăgeanu și Irina Nagy, ambele de la Progresul Tg. Mureș la Progresul Ministerul Învățămîntului” (Progresul M.I.C. București, echipă antrenată de Gabriel Zugrăvescu).
În august 1957, Sălăgeanu-Szőke a făcut parte din echipa națională a României care a obținut medalia de argint la Jocurile Sportive de la Moscova, iar la sfârșitul ediției 1957 a terminat cu Progresul M.I.C. București pe locul al doilea al Campionatului Republican de handbal.
În anul competițional 1958-1959, Szőke a jucat pentru echipa Olimpia București, echipă antrenată tot de Gabriel Zugrăvescu și care avea în componență și alte foste sau viitoare campioane mondiale, precum Irene Nagy-Klimovski, Carolina Cîrligeanu, Elena Pădureanu, Ileana Colesnicov-Giurescu sau Iosefina Ștefănescu-Ugron. După încheierea campionatului, câștigat de Olimpia București, Szőke s-a transferat la Știința București.
În primii doi ani în care a jucat pentru Știința, Szőke a obținut două rezultate deosebite. În 1960, echipa sa a terminat neînvinsă turneul final al Campionatului Republican, totalizând 10 puncte, iar în 1961 a obținut cea mai mare performanță de până atunci din handbalul feminin de club din România, câștigarea Cupei Campionilor Europeni. Pentru acest rezultat, Szőke și colegele sale au fost recompensate cu medalia „Ordinul Muncii” clasa a III-a.
La sfârșitul anului competițional 1960-1961, Aurelia Szőke s-a transferat la Rapid București, echipă cu care a câștigat campionatul în 1962 și 1963. În 1964, handbalista a reeditat performanța din 1961 și a câștigat pentru a doua oară Cupa Campionilor Europeni, după ce Rapid a învins în finală echipa daneză Helsingør IF.
În această perioadă, Aurelia Szőke a obținut încă două rezultate de excepție cu echipa națională a României: o a doua medalie de aur la campionatul mondial în 11 jucătoare, în 1960, și o medalie de aur la a doua ediție a campionatului mondial în 7 jucătoare, în 1962, devenind astfel una din cele șase handbaliste române triplu medaliate cu aur mondial. Deși presa din anii 2000 sugerează că toate sportivele care au devenit campioane mondiale în 1962 au fost recompensate cu distincția Ordinul Muncii, comunicatul agenției Agerpres din octombrie 1962, reprodus în ziarele Sportul Popular și Scînteia tineretului, nu o menționează și pe Aurelia Szőke printre cele zece handbaliste decorate.
După sfârșitul anului competițional 1963-1964, Aurelia Szőke s-a întors la Știința București, unde a rămas până la sfârșitul anului 1968. În 1965 a câștigat din nou campionatul național, iar în 1968 s-a clasat pe locul al doilea. Într-un interviu din luna ianuarie 1968 pentru ziarul Sportul, Szőke critica noua generație de handbaliste:
„ [...] actuala generație de jucătoare nu înțelege să facă sacrificii pentru a ajunge la nivelul cerut aspirațiilor titlului mondial. Promoția mea — care a adus handbalului românesc românesc trei titluri mondiale — muncea la antrenamente mult mai mult, făcea totul cu pasiune, cu dragoste. Noi am iubit handbalul și de aceea i-am dedicat — atunci cînd trebuia — toate preocupările noastre.”
În luna decembrie 1968, la sfârșitul turului campionatului, Szőke s-a transferat la echipa Voința București.
După retragerea din activitatea sportivă, Aurelia Szőke a activat ca profesoară la Școala Generală nr. 74 din sectorul 4 al municipiului București.
Fosta handbalistă a decedat pe 16 octombrie 2013 și a fost înmormântată în cimitirul Cărămidarii de Jos din cartierul Berceni.

## Palmares

### Cu echipe de club

#### În 11 jucătoare
- Campionatul Republican Categoria A: 
  - Câștigătoare: 1954, 1955, 1959, 1960
  - Medalie de argint: 1957, 1963

#### În 7 jucătoare
- Campionatul Republican Categoria A: 
  - Câștigătoare: 1960, 1962, 1963, 1965
  - Medalie de argint: 1959, 1964
  - Medalie de bronz: 1961, 1967

- Cupa de iarnă:
  - Finalistă: 1961, 1965

- Cupa Campionilor Europeni:
  -  Câștigătoare: 1961[1], 1964[25]

### Cu echipa națională
- Campionatul Mondial: 
  -  Medalie de aur: 1962 (handbal în 7)
  -  Medalie de aur: 1956, 1960 (handbal în 11)

- Trofeul Carpați: 
  -  Câștigătoare: 1959, 1960, 1961

## Distincții individuale
Prin Decizia nr. 305 din 29 aprilie 1956 a președintelui Comitetului pentru Cultură Fizică și Sport de pe lângă Consiliul de Miniștri, Aureliei Szőke i-a fost acordat titlul de Maestru al Sportului. Insigna care însoțea această distincție i-a fost înmânată pe 5 iunie 1956, în cadrul unei festivități care a avut loc la sediul Comitetului pentru Cultură Fizică și Sport.
Pe 12 iulie 1956, la același sediu al Comitetului pentru Cultură Fizică și Sport de pe lângă Consiliul de Miniștri, a avut loc o nouă festivitate prin care Aureliei Szőke și celorlalte handbaliste câștigătoare ale Campionatului Mondial din 1956 li s-a decernat titlul de Maestru Emerit al Sportului.
Pe 17 mai 1961, în prezența lui Ștefan Voitec, vicepreședintele Consiliului de Stat al Republicii Populare Române, a lui Grigore Geamănu, secretar al aceleiași instituții, și a altor demnitari, Aureliei Szőke și coechipierelor sale le-au fost înmânate medaliile „Ordinului Muncii” clasa a III-a pentru câștigarea Cupei Campionilor Europeni.
În noiembrie 1968, nouă maestre emerite ale sportului, printre care și Aurelia Szőke, au fost premiate de Federația Română de Handbal.
Prin „Decretul nr. 563 din 1 decembrie 2000 privind conferirea unor decorații naționale personalului din subordinea Ministerului Tineretului și Sportului”, președintele Emil Constantinescu a decorat-o pe Aurelia Szőke cu medalia națională „Serviciul Credincios” clasa a II-a.

## Viața personală
Handbalista a fost căsătorită cu Iosif Szőke, fost fundaș de fotbal al echipelor Dinamo București, Universitatea Cluj și al echipei naționale. Au avut împreună o fată, Gabriela, jucătoare de tenis, care și-a început cariera la clubul Dinamo București.
În februarie 1969, la primul concurs Pronoexpres al anului organizat de Administrația de Stat Loto-Pronosport, Aurelia Szőke a câștigat un autoturism marca Dacia 1100.

### Situația financiară
Într-un interviu din anul 2007 realizat de ziarul Adevărul, Szőke menționa că prima sumă de bani pe care a primit-o ca handbalistă a fost la Campionatul Mondial din 1956: „Ne-au dat câte 6000 de lei, când un gram de aur era vreo 15 lei. Eram fete sărace: ne-am luat haine și restul l-am trimis părinților”. În același interviu, handbalista își amintea evoluția salariului său: „În 1955 am început ca profesor, cu un salariu de 250 lei, și în 1990 am ieșit cu 4680 lei”.
În august 2005, fosta handbalistă a fost menționată de presă printre „sportivii români de performanță” cărora Agenția Națională pentru Sport le plătea rentă viageră pentru rezultatele obținute în carieră. În iunie 2007, primăria Sectorului 1 din București a elaborat un proiect de hotărâre de Consiliu Local prin care Direcția Generală de Asistență Socială și Protecția Copilului din sector urma să acorde ajutoare financiare de urgență „pentru 7 persoane vârstnice cu venituri reduse, care au merite olimpice”, printre care și „Doamna Tudor Aurelia Szoke, în vârstă de 71 de ani, [care] a fost handbalistă la Cluburile Știința București și Rapid București”.
În 2011, presa a menționat-o din nou pe Aurelia Szőke-Tudor printre foștii sportivi cărora le era acordată o rentă viageră și a publicat și valoarea din acel an a acesteia, 2354 lei.
În anul 2012, însă, fosta handbalistă s-a aflat printre invitații tradiționalelor mese de Paști și de Crăciun organizate de Valeria Răcilă pentru foști mari sportivi și antrenori care nu beneficiau în momentul respectiv de rentă viageră.